# Oronotus binotatus
Oronotus binotatus là một loài tò vò trong họ Ichneumonidae.